# Antonin Proust

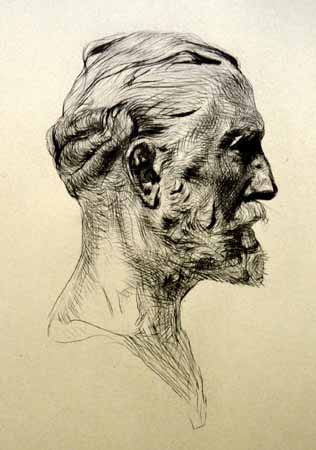
Auguste Rodin: Antonin Proust

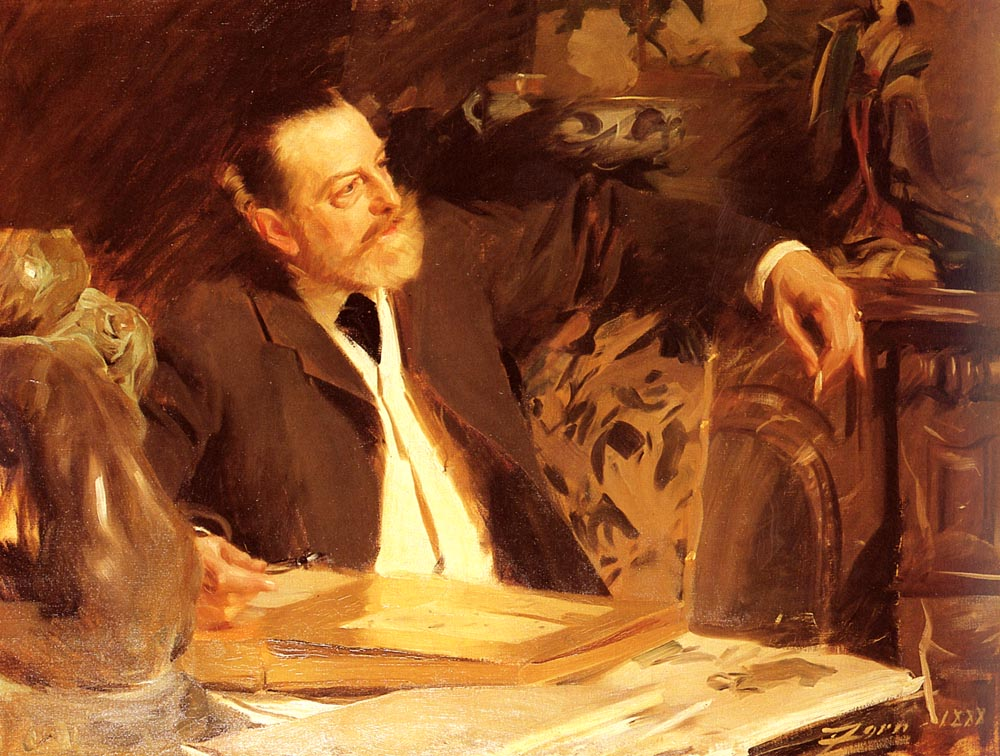
Anders Zorn: Antonin Proust

Antonin Proust (* 15. März 1832 in Niort; † 22. März 1905 in Paris) war ein französischer Journalist und Politiker.

## Leben
Antonin Proust wuchs in Paris auf und besuchte dort als Schüler das Collège Rollin, wo er Mitschüler des gleichaltrigen Édouard Manet wurde. Mit ihm zusammen begann er zunächst eine Ausbildung als Maler und besuchte das Atelier von Thomas Couture. Später entschied er sich jedoch, Journalist zu werden, und arbeitete für die Zeitungen Courrier du dimanche und Semaine universelle. 1864 gründete er in Brüssel die antimonarchistische Zeitung La Semaine hebdomadaire. In dieser Zeit entstanden auch seine ersten Bücher. Neben politischen Werken veröffentlichte er kunstgeschichtliche Abhandlungen und Ausstellungskritiken.
Zu Beginn des Deutsch-Französischen Krieges arbeitete Proust als Kriegsberichterstatter für die Zeitschrift „Le temps“, kehrte jedoch nach der Schlacht bei Sedan nach Paris zurück und wurde der persönliche Sekretär von Léon Gambetta. 1876 wurde er Abgeordneter der Nationalversammlung für das Département Deux-Sèvres, in dem auch seine Geburtsstadt liegt.
Gambetta holte ihn 1881 als Kulturminister in sein Kabinett, welches jedoch im Folgejahr wieder aufgelöst wurde. In seiner kurzen Amtszeit rief er mit der École du Louvre ein Institut für Kunstgeschichte und Archäologie ins Leben und konnte seinen Schulfreund Édouard Manet mit dem Titel Ritter der Ehrenlegion auszeichnen. Antonin Proust gehörte 1884 zu den Organisatoren der großen Manet-Retrospektive, die ein Jahr nach dessen Tod in der École des Beaux-Arts stattfand.
Von Vorwürfen, die gegen Proust in Zusammenhang mit dem Panamaskandal erhoben wurden, konnte er 1893 freigesprochen werden.
Ab 1897 veröffentlichte er in der La Revue blanche eine Artikelserie über Édouard Manet, die später auch in Buchform erschien. Proust ist einer der wichtigsten Biografen des Malers und war ihm seit seiner Schulzeit freundschaftlich verbunden. Von seinen guten Beziehungen zu anderen Künstlern zeugen auch die Porträts von Anders Zorn und Auguste Rodin. Zudem hatte er eine langjährige Liebesbeziehung zu der katalanischen Tänzerin Rosita Mauri.
Proust schoss sich am 20. März 1905 in den Kopf und starb zwei Tage später an seinen Verletzungen.

## Werkauswahl

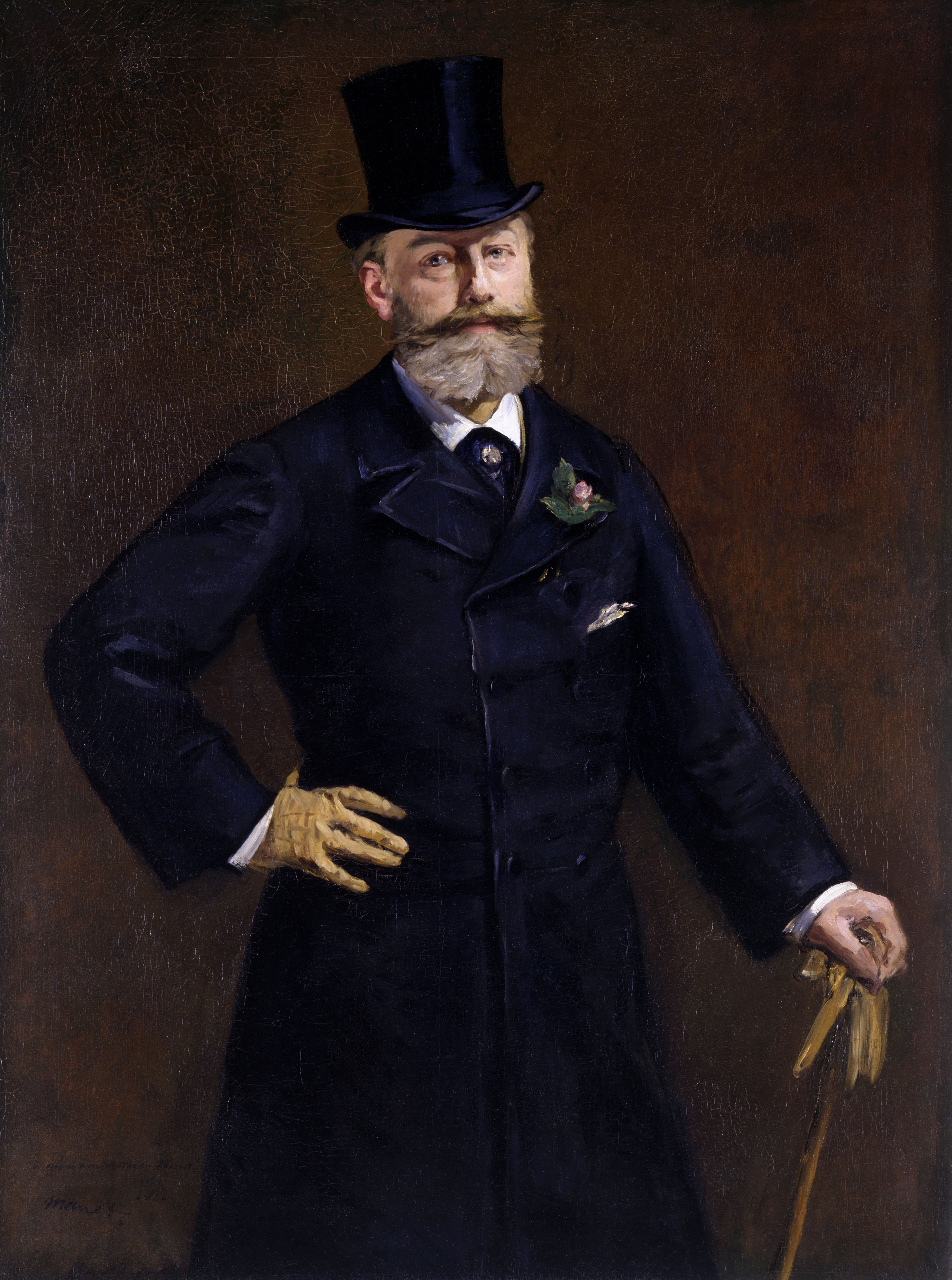
Édouard Manet: Antonin Proust

- Les Beaux-arts à l’exposition de Londres A. Siret, La Rochelle 1862
- Le Budget départemental Th. Mercier, Niort, 1864
- Chants populaires de la Gréce Th. Mercier, Niort, 1866
- Les Beaux-arts en province Th. Mercier, Niort 1867
- Ligue de l’enseignement des Deux-Sèvres Th. Mercier, Niort 1869
- Division de l’impôt Guillaumin, Paris, 1869
- Les Enseignements de l’histoire 1789–1869 Clouzot, Niort 1870
- La révolution. Les préliminaires bureau de l’Eclipse, Paris, 1872
- Justice révolutionnaire à Niort Ch. Reversé, Niort 1874
- Le prince de Bismarck, sa correspondance G. Decaux, Paris 1876
- L’art français 1789–1889 1890
- L’art sous la République G. Charpentier et E. Fasquelle, Paris 1892
- Édouard Manet H. Laurens, Paris, 1913 deutsch: Cassirer, Berlin 1917